# Andreina Ardizzone Emeri
Andreina Ardizzone Emeri (* 1. Februar 1936 in Bozen, Südtirol; † 30. Juli 1985 in Nordkapp, Norwegen) war eine Südtiroler Politikerin, Frauenrechtlerin und Anwältin.

## Biographie
Andreina Ardizzone wurde 1936 in Bozen geboren und heiratete 1955 den Mailänder Anwalt Claudio Emeri. Sie studierte in Rom und Mailand Jurisprudenz und arbeitete ab den 1960er Jahren mit ihrem Mann als Anwältin in Bozen. Das Paar hatte drei Söhne und eine Tochter.
Ardizzone Emeri zählte 1971 zu den Mitbegründerinnen des Frauenkollektivs „Gruppe Aleksandra Kollontai“ und 1973 der Frauenberatungsstelle AIED in Bozen. Lange Jahre war sie eine zentrale Integrationsfigur der lokalen feministischen Bewegung. Bei den Wahlen 1983 zog Ardizzone Emeri an der Seite von Alexander Langer für die Alternative Liste für das andere Südtirol (ALFAS) in den Südtiroler Landtag und damit gleichzeitig den Regionalrat Trentino-Südtirol ein. 1985 starb sie überraschend auf einer Ferienreise in Norwegen. Für sie rückte Arnold Tribus in den Landtag nach.
In Bozen ist eine 2008 angelegte Straße nach Andreina Emeri benannt.